# Liste der Biografien/Osk
Liste der Biografien |
Portal Biografien |
Personensuche
# |
A |
B |
C |
D |
E |
F |
G |
H |
I |
J |
K |
L |
M |
N |
O |
P |
Q |
R |
S |
T |
U |
V |
W |
X |
Y |
Z |
?
 
Oa |
Ob |
Oc |
Od |
Oe |
Of |
Og |
Oh |
Oi |
Oj |
Ok |
Ol |
Om |
On |
Oo |
Op |
Oq |
Or |
Os |
Ot |
Ou |
Ov |
Ow |
Ox |
Oy |
Oz
 
Osa |
Osb |
Osc |
Osd |
Ose |
Osg |
Osh |
Osi |
Osk |
Osl |
Osm |
Osn |
Oso |
Osp |
Osr |
Oss |
Ost |
Osu |
Osv |
Osw |
Osy |
Osz
Die Liste der Biografien führt alle Personen auf, die in der deutschsprachigen Wikipedia einen Artikel haben. Dieses ist eine Teilliste mit 22 Einträgen von Personen, deren Namen mit den Buchstaben „Osk“ beginnt.

## Osk

### Oska
- Oska (* 1996), österreichische Singer/Songwriterin
- Oskal, Sara Margrethe (* 1970), norwegisch-samische Autorin, Schauspielerin, Kunsthandwerkerin, Regisseurin und Filmproduzentin
- Oskam, Bas (* 1980), niederländischer DJ
- Oskamp, Katja (* 1970), deutsche Schriftstellerin und Dramaturgin
- Oskamp, Nils (* 1969), deutscher Grafikdesigner, Illustrator, Trickfilmer, Comiczeichner und Aktivist
- Oskan, Elif (* 1990), türkisch-schweizerische Spitzenköchin, Patissière und Gastronomin
- Oskan-Clarke, Shelayna (* 1990), britische Leichtathletin
- Oskanjan, Wartan (* 1955), armenischer Außenminister
- Oskar (1922–2006), deutscher Karikaturist, Zeichner und Maler
- Óskar Gíslason (1901–1990), isländischer Filmpionier, Kameramann, Regisseur und Produzent
- Oskar I. (1799–1859), König von Schweden und Norwegen
- Oskar II. (1829–1907), König von Schweden (1872–1907), König von Norwegen (1872–1905)Oskar II. (1829–1907)

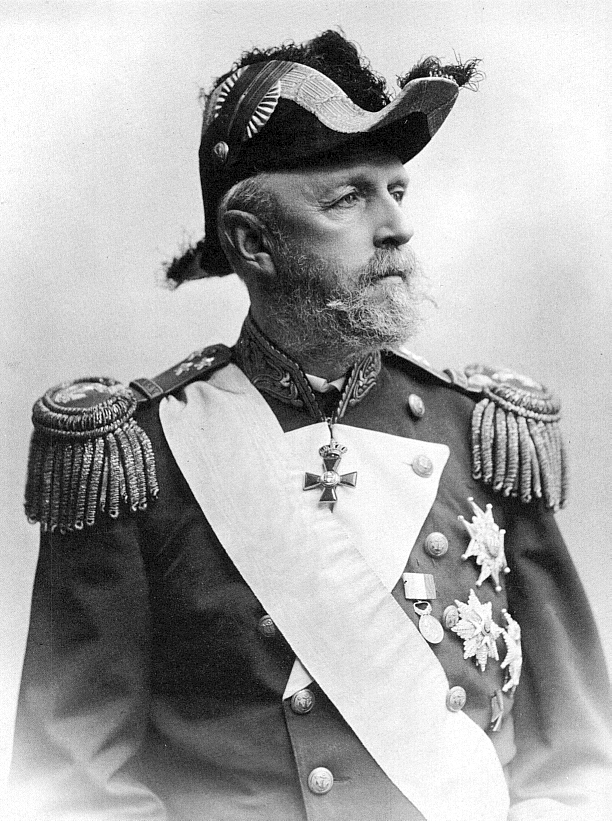
Oskar II. (1829–1907)

- Óskar Jakobsson (* 1955), isländischer Speerwerfer, Kugelstoßer und Diskuswerfer
- Óskar Jónsson (1925–2016), isländischer Leichtathlet
- Óskar Sigurpálsson (* 1945), isländischer Gewichtheber und Kraftdreikämpfer
- Oskar vom Pferdemarkt (1902–1969), deutscher Straßenhändler, Hamburger Stadtoriginal
- Oskar, Lee (* 1948), dänisch-amerikanischer Mundharmonikaspieler und Instrumentenbauer
- Oskari, Tuomas (* 1980), finnischer Politik- und Wirtschaftsjournalist und Buchautor
- Oskarsson, Bárður (* 1972), färingischer Autor und Illustrator
- Oskarsson, Henrik (1960–2002), schwedischer Freestyle-Skisportler

### Oski
- Oskilko, Wolodymyr (1892–1926), ukrainischer Generalleutnant und Putschist
- Oskin, Anatoli Dmitrijewitsch (* 1989), russischer und rumänischer Biathlet